# Tanja Larsson
Tanja Larsson, née le 7 juillet 1977 à Haslev (Danemark), est une femme politique danoise, membre de la Social-démocratie.

## Biographie
Engagée au sein de la Social-démocratie, Tanja Larsson est candidate aux élections législatives de juin 2019 mais ne remporte pas de siège, devenant seulement première suppléante de son parti dans la circonscription de Seeland. À ce titre, elle devient députée au Folketing le 1er octobre, après que Henrik Sass Larsen ait démissionné de son mandat pour rejoindre le secteur privé.
Elle échoue à être réélue lors des élections législatives de novembre 2022, à l'issue desquelles elle devient deuxième suppléante pour son parti dans sa circonscription. Après que le premier suppléant, Jeppe Kofod, ait décidé de se retirer, elle devient membre temporaire du Folketing pendant l'absence de Mette Gjerskov, avant de redevenir députée de plein exercice après le décès de cette dernière en juin 2023.